# UCI Oceania Tour 2008
Die UCI Oceania Tour ist der vom Weltradsportverband UCI zur Saison 2005 eingeführte ozeanische Straßenradsport-Kalender unterhalb der UCI ProTour. Die vierte Saison beginnt am 1. Oktober 2007 und endet am 30. September 2008.
Die Eintagesrennen und Etappenrennen der UCI Oceania Tour sind in drei Kategorien (HC, 1 und 2) eingeteilt.

## Gesamtstand
(Endstand: 30. September 2008)
| Platz | Fahrer           |             | Punkte |
| ----- | ---------------- | ----------- | ------ |
| 1.    | Hayden Roulston  | Neuseeland  | 193    |
| 2.    | Travis Meyer *   | Australien  | 91     |
| 3.    | Joseph Chapman   | Neuseeland  | 77     |
| 4.    | Paul Odlin       | Neuseeland  | 60     |
| 5.    | Joost van Leijen | Niederlande | 52     |
| 6.    | Marc Ryan        | Neuseeland  | 50     |
| 7.    | Gordon McCauley  | Neuseeland  | 46     |
| 8.    | David Pell       | Australien  | 43     |
|       | Rory Sutherland  | Australien  | 43     |
| 10.   | Clinton Avery *  | Neuseeland  | 40     |
|       | Julian Dean      | Neuseeland  | 40     |
|       | Timothy Decker   | Australien  | 40     |
| 13.   | Jeremy Vennell   | Neuseeland  | 38     |
| 14.   | Richie Porte     | Australien  | 36     |
| 15.   | Robin Reid       | Neuseeland  | 35     |
| 16.   | Logan Hutchings  | Neuseeland  | 34     |
|       | Reon Park        | Neuseeland  | 34     |
| 18.   | Heath Blackgrove | Neuseeland  | 30     |
|       | William Dickeson | Australien  | 30     |
|       | Benjamin King *  | Australien  | 30     |
|       | ...              |             |        |
| 40.   | Jörg Ludewig     | Deutschland | 11     |

| Platz | Team                       |                    | Punkte |
| ----- | -------------------------- | ------------------ | ------ |
| 1.    | Southaustralia.com-AIS     | Australien         | 174    |
| 2.    | Bissell Pro Cycling Team   | Vereinigte Staaten | 103    |
| 3.    | Savings & Loans            | Australien         | 100    |
| 4.    | Van Vliet-EBH Elshof       | Niederlande        | 52     |
| 5.    | Garmin-Chipotle            | Vereinigte Staaten | 48     |
| 6.    | Health Net-Maxxis          | Vereinigte Staaten | 43     |
| 7.    | Praties                    | Australien         | 36     |
| 8.    | Toyota-United              | Vereinigte Staaten | 35     |
| 9.    | Drapac Porsche             | Australien         | 23     |
| 10.   | Pezula Racing              | Irland             | 18     |
|       | Team Budget Forklifts      | Australien         | 18     |
| 12.   | Panasonic                  | Australien         | 16     |
|       | Team Type 1                | Vereinigte Staaten | 16     |
| 14.   | Team Sparkasse             | Deutschland        | 14     |
| 15.   | Cinelli-OPD                | San Marino         | 12     |
| 16.   | Symmetrics Cycling Team    | Kanada             | 10     |
| 17.   | Meitan Hompo-GDR           | Japan              | 9      |
| 18.   | Letua Cycling Team         | Malaysia           | 8      |
| 19.   | Atlas Romer’s Hausbäckerei | Schweiz            | 6      |

| Platz | Nation     | Punkte |
| ----- | ---------- | ------ |
| 1.    | Australien | 1230,7 |
| 2.    | Neuseeland | 793,2  |

| Platz | Nation U23 | Punkte |
| ----- | ---------- | ------ |
| 1.    | Australien | 670    |
| 2.    | Neuseeland | 143    |

## Rennkalender

### Oktober 2007
|         |            | Rennen                           |            | Sieger         | Team       |
| ------- | ---------- | -------------------------------- | ---------- | -------------- | ---------- |
| 14.–21. | Australien | Herald Sun Tour                  | Australien | Matthew Wilson | Unibet.com |
| 27.     | Australien | Melbourne to Warrnambool Classic | Australien | Timothy Decker | Bendigo    |

### November 2007
|        |            | Rennen                                            |            | Sieger          | Team                 |
| ------ | ---------- | ------------------------------------------------- | ---------- | --------------- | -------------------- |
| 5.–10. | Neuseeland | Tour of Southland                                 | Neuseeland | Hayden Roulston | Trek Zookeepers Cafe |
| 14.    | Neuseeland | Ozeanienmeisterschaft Zeitfahren, Invercargill    | Neuseeland | Gordon McCauley | Neuseeland           |
| 18.    | Neuseeland | Ozeanienmeisterschaft Straßenrennen, Invercargill | Neuseeland | Hayden Roulston | Neuseeland           |

### Januar
|        |            | Rennen             |            | Sieger       | Team                   |
| ------ | ---------- | ------------------ | ---------- | ------------ | ---------------------- |
| 30.–3. | Neuseeland | Tour of Wellington | Australien | Travis Meyer | Southaustralia.com-AIS |

2005 ·
2006 ·
2007 ·
2008 ·
2009 ·
2010 ·
2011 ·
2012 ·
2013 ·
2014 ·
2015 ·
2016 ·
2017 ·
2018 ·
2019 ·
2020 ·
2021 ·
2022 ·
2023 ·
2024 ·
2025
UCI ProTour |
UCI Africa Tour |
UCI America Tour |
UCI Asia Tour |
UCI Europe Tour |
UCI Oceania Tour